# Никифор (цезар)
Никифор (756/758 — після 812) — політичний діяч Візантійської імперії.

## Життєпис
Походив з Ісаврійської династії. Старший син (разом з братом-близнюком Христофором) імператора Костянтина V від його третьої дружини Євдокії. Народився у 756 або 758 році в Константинополі. 769 року отримав титул цезаря. 775 року після смерті батька та сходження старшого зведеного брата Льва IV на трон почалися конфлікти між братами. Того ж року імператор відняв значну частину грошей, що йшли на утримання Никфора та його братів. 776 році Никифор очолив змову проти брата-імператора, яку було розкрито, в результаті чого Никифор втратив титул цезаря, а його спільників пострижено у ченці й заслано.
У 780 році після раптової смерті Льва IV владу успадкував його малолітній синн Костянтин VI, але фактичну владу отримала мати останнього — Ірина Афінська, яка до того ж була прихильницею відновлення поклоніння іконам. Проти неї влаштовано змову на чолі із Никифором, до якої долучилися дромологофет Григорій, очільники азійських фем та рідні брати. Але цю змову також було розкрито. Никифора разом з його братами Никитою, Христофором і Антим пострижено у ченці та заслано, їх майно конфісковано.
У 792 році після поразки візантійських військ у битві при Марцеллах проти булгарського хана Кардама серед тагм імператорської гвардії почався заколот. В результаті Никифора було оголошено імператором. Проте імператор Костянтин VI швидко придушив заворушення — Никифора осліпив, його братам наказав відрізати язики, а потім усіх заґратував у монастирі Терапія (поблизу Константинополя).
797 році після повалення Костянтина VI власною матір'ю Іриною Никифор з братами втік до Константинополя, де у соборі Св. Софії намагався домогтися оголошення себе імператором, але марно. після цього Никифора з братами заслано до Афін. У березні 799 року за підтримки місцевих стратіотів він намагався перетягнути на свій бік війська феми Еллада, проте заколот швидко було придушено. Братів Никифора було засліплено, після чого усіх переведено на о. Патмос в Мармуровому морі.
У 812 році після того, як частина війська влаштувала заколот з намаганням звести на трон Никифора, тодішній імператор Михайло I наказав перевести Никифора з братами на о. Афасія, де той незабаром помер.